# Santa Rosa (Rio Grande do Sul)
Santa Rosa is een gemeente in de Braziliaanse deelstaat Rio Grande do Sul. De gemeente telt 66.059 inwoners (schatting 2009).

## Aangrenzende gemeenten
De gemeente grenst aan Cândido Godói, Giruá, Santo Cristo, Senador Salgado Filho, Três de Maio, Tucunduva, Tuparendi en Ubiretama.

## Verkeer en vervoer
De plaats ligt aan de wegen BR-472, RS-162, RS-307 en RS-344.

## Geboren
- Xuxa (1963), actrice, zangeres en televisiepresentatrice
- Cláudio Taffarel (1966), voetballer (doelman)